# Famille de Millen
 (octobre 2024).
Si vous disposez d'ouvrages ou d'articles de référence ou si vous connaissez des sites web de qualité traitant du thème abordé ici, merci de compléter l'article en donnant les références utiles à sa vérifiabilité et en les liant à la section « Notes et références ».
La famille de Millen est une ancienne famille de la noblesse du Saint-Empire Romain Germanique originaire de la Province de Limbourg (Rhénanie-du-Nord-Westphalie, Allemagne) qui a possédé les fiefs du même nom près de Selfkant et Riemst ainsi que d'autres seigneuries aux alentours (Millen près de Selfkant, est la souche du nom de cette famille qui est originaire de ce fief avant tout).

## Patronyme
- Vers les XVe – XVIe siècle, le nom de Millen voit son orthographe légèrement modifié dans le nord de la France et en Belgique, ainsi on trouve des « de Milen ou de Milhen » mais la souche ascendante reste la même.
- Thierry II de Heinsberg sera aussi nommé Thierry de Millen dans certains écrits.

## Historique
Les écrits mentionnent pour la première fois vers 1118 un Héribert de Millen (1085-?), frère de Norbert de Xanten et fils du comte Herbert de Gennep (1055-1102), seigneur de Millen et de Gennep (apparenté à la Maison Impériale d'Allemagne et à la Maison de Lorraine puisqu'il était le fils du comte Gottschalk de Zütphen (1030-1063) et d'Adélaïde de Bonnegau (1032-?), arrière petite-fille de l'Empereur Otton II du Saint-Empire) et d'Hedwige de Guise descendante des comtes de Guise du Vermandois en Picardie. Héribert de Millen fut proche du comte Gérard Ier de Gueldre (1060-1130) ce qui a sans doute causé une ressemblance troublante de ses armoiries avec celles de la Maison de Gueldre-Wassenberg.
On retrouve plus tard les traces de cette famille avec Waltherus (Wouter) de Millen, sénéchal du comte Louis II de Looz (?-1218) qui se battit à ses côtés en 1204 lors du conflit de succession du comté de Hollande. Ainsi qu'en 1319 avec un certain Guillaume de Millen, seigneur de Wickrath.
Dès le XIVe – XVe siècle on trouve des marques de cette famille en France, en Picardie à la suite, sans doute, de leurs ancêtres qui étaient de la noblesse picarde.

## Propriétés

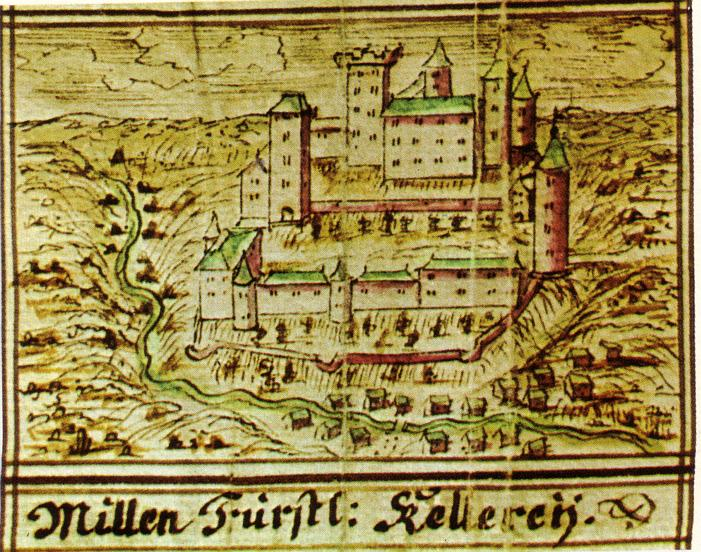
Vue du Château de Millen, Selfkant, au XVIII (tirée du Codex Welser)

- Château de Millen, Selfkant (de). Les fondations remontent au IXe siècle. Il fut vendu à Thierry II de Heinsberg (1258-1303) en 1282 par Arnold de Millen et fut détruit en partie par le duc de Brabant en 1287 lors du conflit Gueldre-Brabant. Il passa ensuite entre les mains de différentes familles jusqu'en 1650 où le duc de Juliers, Wolfgang de Palatinat-Neubourg propriétaire du fief donna l'autorisation de le détruire.
- Château de Waterburcht van Millen, propriété de Waltherus de Millen, seigneurie du comté de Looz. Il fut détruit puis reconstruit au XVIIe siècle.
- Château de Gennep, détruit en 1710.

## Alliances
Les principales alliances de la famille sont : la maison de Gueldre, les Heinsberg, les Looz, les Juliers.